# كريم س. حمدي
كريم سلطان حمدي (ولد في 1. تموز1962) كاتب نرويجي عراقي الاصل. قام بنشر العديد من الكتب عن اللغة العربية والثقافة و اللغة النرويجية.

## المؤلفات
- قواعد اللغة النرويجية للناطقين باللغة العربية, 1999,نشر دار اسكهاوك. ISBN 82-03-32498-3
- كتاب المحادثات اليومية , 2001, الناشر المؤلف. ISBN 82-995920-0-3
- : التعرف على العربية , 2002, الناشر المؤلف. ISBN 82-995920-1-1
- شؤون عربية 2: الثقافة والتقاليد, 2005, الناشر المؤلف. ISBN 82-995920-3-8
- قاموس المفيد (نرويجي-عربي، عربي ـ نرويجي), 2010,نشر دار العلوم. ISBN 82-573-2058-7
- النسخة العربية من كتاب اللاتينية: ثقافة تاريخ اللغة (المؤلف، تورا يانسون، ترجمة، كريم . س حمدي), 2011, الناشر المترجم . ISBN 82-995920-4-8
- يسوع في المصادر العربية, 2012, الناشر المؤلف. ISBN 82-995920-5-5
- اليهودية في المصادر العربية، 2018 ، الناشر المؤلف. 9788299592062 ISBN
- قصص الانبياء في القرآن والكتاب المقدس، 2021، الناشر المؤلف، 9788299592079 ISBN
- قصص الانبياء: مقدمة حول الانبياء والنبوة، 2023، الناشر المؤلف، كتاب رقمي، ISBN: 978-82-995920-8-6
- ثلاثة انبياء محتملين: مقدمة في معيارية الكشف عن الانبياء، الناشر المؤلف، 2024، ISBN 978-82-995920-9-3